# Quinto Fúfio Caleno
Quinto Fúfio Caleno (m. 41 a.C.; em latim: Quintus Fufius Calenus) foi um político da gente Fúfia da República Romana eleito cônsul em 47 a.C. com Públio Vatínio.

## Carreira

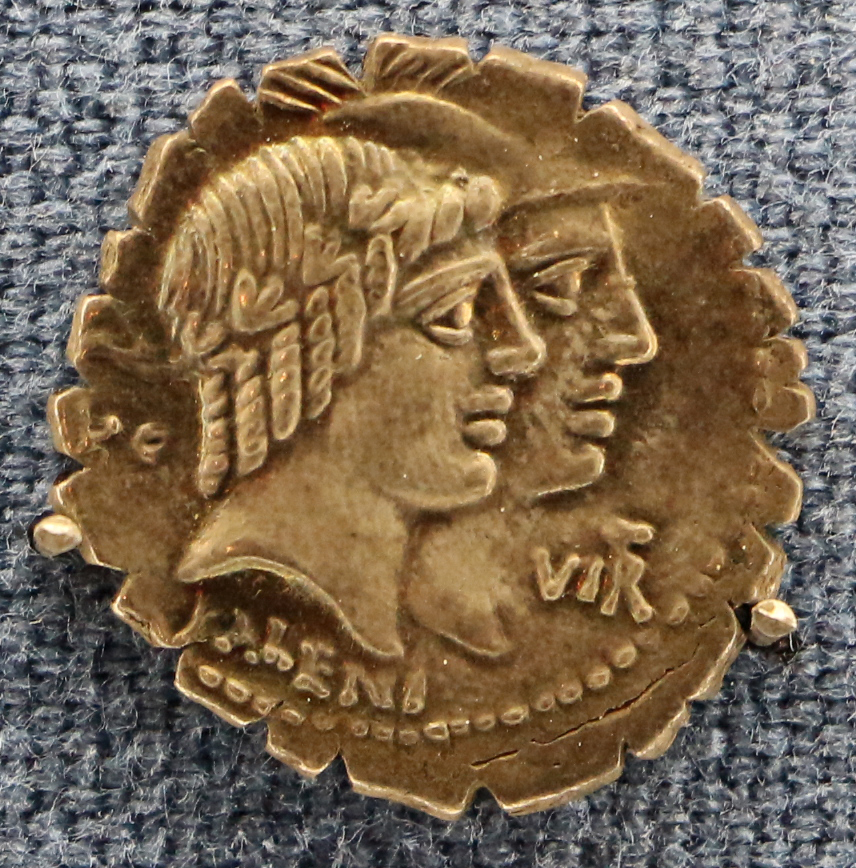
Denário de Caleno (c. 70 a.C.).

Caleno foi eleito tribuno da plebe em 61 a.C. e atuou na defesa de Públio Clódio Pulcro em seu julgamento por ter violado os mistérios da Bona Dea. Com o objetivo de evitar a condenação, propôs uma lei para que ele não fosse julgado por um tribunal especificamente reunido para este fim e sim por uma corte ordinária. A lei foi aprovada graças ao apoio do grande orador Quinto Hortênsio Hórtalo. Dois anos depois, foi eleito pretor por influência de Júlio César, a quem serviria ativamente no futuro, e elaborou uma lei que ditava que os senadores, equestres e tribunos erários, classes sociais que formavam os júris nos tribunais romanos, deveriam votar separadamente para que votação fosse anônima.
Em 52 a.C., Caleno apoiou o partido da Clódio depois que ele foi assassinado por Tito Ânio Papiano Milão e lutou nas Guerras Gálicas, no ano seguinte, sob o comando de César como seu legado. Quando irrompeu a segunda guerra civil, uniu-se aos cesarianos, juntando-se a César em Brundísio. No caminho, encontrou-se com Cícero em sua villa e, segundo este, chamou Pompeu de "criminoso" e acusou o Senado de "frivolidade e loucura". Combateu na Hispânia contra Lúcio Afrânio e Marco Petreio como legado de César. Quando ele seguiu para a Grécia, em 48 a.C., para perseguir Pompeu, Caleno ficou encarregado de levar até o Epiro o restante das tropas que ainda estavam na Itália. Durante seu retorno, ele e sua frota foram atacados pelo almirante pompeiano Marco Calpúrnio Bíbulo, que o derrotou de maneira tão devastadora que ele quase não conseguiu chegar à costa italiana. Mais para frente, Caleno voltou para o Epiro acompanhando de Marco Antônio.
Antes da decisiva Batalha de Farsalos, Júlio César o enviou até a Acaia, onde Caleno ocupou Delfos, Tebas e Orcomeno. Depois, Atenas, Megara e, finalmente, Patras.
Em 47 a.C., Caleno foi eleito para o consulado com Públio Vatínio graças à influência do ditador César. Depois que ele foi assassinado, Caleno uniu-se a Marco Antônio e, durante as operações militares na primeira metade de 43 a.C., defendeu Antônio no Senado contra os ataques de Cícero. Na guerra contra Bruto e Cássio, foi legado de Antônio e comandou as legiões do norte da Itália. Quando terminou a Campanha de Perúsia (40 a.C.), Otaviano estava ansioso para se apoderar das legiões de Caleno, acampadas nos sopé dos Alpes. Para sorte de Otaviano, Caleno morreu e seu filho, que era muito jovem, entregou as legiões ao futuro imperador sem luta.
Segundo Apiano, Caleno teria salvado a vida de Cícero durante as proscrições de César.